# Wilhelm Kuhnert
Friedrich Wilhelm Kuhnert (1865-1926) foi um pintor alemão, notório por retratar a vida natural em suas viagens pela Escandinávia, Egito, África e Índia.

## Livros de Kuhnert
- Im Lande meiner Modelle (In the land of my models). Leipzig 1918
- Meine Tiere: die Radierungen Wilhelm Kuhnerts (My animals: the etchings Wilhelm Kuhner). Berlin 1925
- Vollständiger Katalog der Originalradierungen des Künstlers (Full catalog of original etchings by the artist). Berlin 1927

## Livros sobre Kuhnert
- Angelika Grettmann-Werner: Wilhelm Kuhnert (1865-1926). Tierdarstellung zwischen Wissenschaft und Kunst. Hamburg 1981 ISBN 3-922732-09-7
- Hansjörg Werner: Wer war Wilhelm Kuhnert. Der grosse deutsche Tiermaler. ISBN 3-939119-09-1